# Sudamerlycaste reichenbachii
Sudamerlycaste reichenbachii là một loài thực vật có hoa trong họ Lan. Loài này được (Gireoud ex Rchb.f.) Archila mô tả khoa học đầu tiên năm 2003.

## Hình ảnh

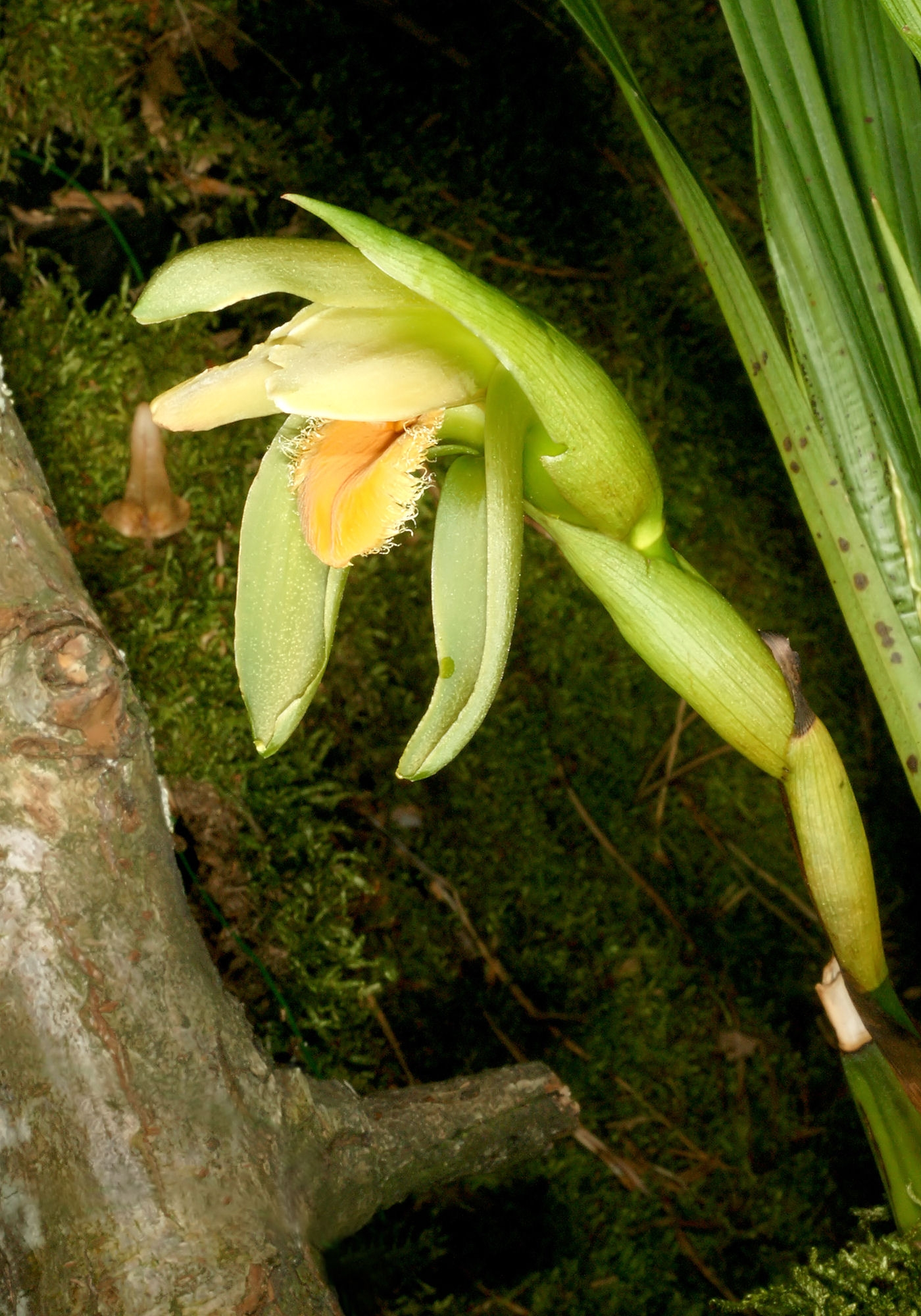